# 柔然
柔然（中古漢語擬音：ɲuw ɲian），中国史书中亦称蠕蠕、芮芮、茹茹、蝚蠕、檀檀、皇芮，公元5世纪由原始蒙古遊牧民族在漠北建立的汗國，使用属蒙古语系的柔然語。
柔然先祖為東胡，中世紀原是附屬於鲜卑拓跋部的一個民族。公元4世纪末至6世纪中叶，继匈奴、鲜卑之后，主要是蒙古系的柔然和突厥系的敕勒活动于蒙古高原和中国西北广大地区，与中国历史上的十六国、南北朝对峙时期相始终。柔然脱离代国後北上征服敕勒诸部，建立游牧帝国，与汉化的鲜卑诸王朝对峙。
柔然曾在致南齊的国书中，稱南齐為「吳」，自稱為「漠」，以求和南齐结盟对抗北魏。公元555年柔然因旧属突厥汗國兴起而灭国，余部分裂为許多分支，其中一支融入室韋，因此柔然也是蒙古人祖先之一，一些史学家认为有可能在最后民族相杀中，柔然的一支部落在公元568年进入了东欧建立了阿瓦尔汗國，成为欧洲人所说的阿瓦尔人，並多次侵擾東羅馬帝國。七、八世紀先後被東羅馬帝國和卡洛林帝國打敗而逐漸衰亡，其地被波希米亞人與保加爾人繼承。
阿瓦爾人在西方出現一直被解讀為一個為躲避突厥西征而形成的遊牧民族，但由於缺乏明確的資料和年代順序，其具體意義仍有爭議。中亞歷史學家勒內·格魯塞認為阿瓦爾人與嚈噠帝國的滅亡有關，而非柔然汗國的滅亡；而丹尼斯·塞諾則認為，柔然-阿瓦爾人之分「在各篇文章、各本書中反覆出現，卻毫無證據支持」。

## 名称
柔然，《魏书》作蠕蠕；《宋书》、《南齐书》、《梁书》作芮芮；《北齐书》、《周书》、《隋书》作茹茹；《晋书》作蝚蠕；《宋书》又称其为大檀，檀檀（大檀可汗之名）。钱大昕认为这些不同称呼是因为音译用字不同。
柔然始祖木骨闾之子车鹿会会有部众，自号“柔然”，成为其部族名称。对于柔然之名的来历，有不同争议。有学者认为“柔然”近于蒙古语中的“сэцэн”（Tsetsen或Ssetsen，有聪明、贤明之意），也有人认为是蒙古语“цааз”（ju'sun的对音，意思是礼义、法则）。还有人认为是来自阿尔泰语，为“异国人”或“艾草”的意思。
中国学者冯家升则认为大檀和檀檀是人名，他根据云冈石窟《茹茹造像题记》中的“大茹茹国”字样，认为茹茹才是国名，而且《北齐书》之后的史书都作“茹茹”，也说明茹茹是北魏之后茹茹人自己选择的名称。而周伟洲则认为是北魏后期柔然为了避免使用具有侮辱性的蠕蠕称号，而改用同音的“茹茹”作为自己的称呼。
周建奇则认为“柔然”可能与燕然山（今蒙古的杭爱山）有关。他认为杭爱山在蒙古语中作Хангай Нуруу(Н)，其中的Нуруу(Н)（山脉之意）其对音就是“柔然”。在中古蒙古语中Нуруу(Н)作niri'un~niru'un，发音都与“柔然”、“蠕蠕”或“蝚蠕”相近。燕然是匈奴人起的名字，而柔然则是柔然人自己取的名字，而用山名作为族名，也有“取义嘉好”之意。

## 歷史

### 源流
柔然源于东胡，4世纪中叶附属于拓跋部。根据对欧洲阿瓦尔贵族墓地的考古发掘和对遗骸的基因检测，学界认为柔然与欧洲历史文献中所说的阿瓦尔人（Avares）有关，把柔然称作真阿瓦尔人，而把高加索地区的阿瓦尔人称作假阿瓦尔人（由突厥語系悦般、蒙古語系烏罗渾组成）。突厥灭柔然之後，突厥使者曾向東羅馬帝國索要逃居其地的阿瓦尔人也能佐证两者之间的关联。台湾学者潘國鍵認為柔然乃東胡裔鮮卑雜胡，也混有突厥语部落。
鲜卑拓跋部的主体南迁中原后，留下的鲜卑杂部进居阴山一带。其中包括柔然的始祖木骨闾，他最初是拓跋部奴隶。402年，首领社崘自号“丘豆伐可汗”，建庭于鹿浑（今蒙古国哈尔和林西北），合并附近的部落组成联盟。开始建立军法，以千人为军，置将一人；以百人为幢，置帅一人。作战先登有赏，懦弱退却者以石击首杀之。柔然汗国建立後，击溃主要游牧在鄂尔浑河与土拉河流域的高车，占据其地。

### 強盛
柔然最盛时，在土拉河一带打败铁勒。其势遍及戈壁沙漠南北，北达贝加尔湖畔与色楞格河，南抵阴山北麓，东北到大兴安岭，与地豆（今内蒙古锡林郭勒盟西乌珠穆沁旗和通辽市一带）相接，东南与西拉木伦河的库莫奚及契丹为邻，西边远及准噶尔盆地和伊犁河流域，巴尔喀什湖，并曾进入塔里木盆地，使天山南路诸国如乌孙服属。
柔然原信萨满教，以后传入佛教，北魏的陇西僧人法爱作过柔然的国师。柔然汗国曾经与东方的北燕和西方的后秦和亲，赠送马匹，还经过吐谷浑和益州，与南朝的宋、齐、梁通好。其目的都是为了牵制北魏，以便向南进攻。柔然夏季分散部众畜牧，秋季马畜肥壮，就背寒向暖，进入北魏境内，夺取所需粮食和物资。
鲜卑人拓跋部创立的北魏政权曾多次与柔然互相征伐，道武帝拓跋珪、明元帝拓跋嗣和太武帝拓跋焘、献文帝拓跋弘都曾御驾亲征柔然，北魏在击败柔然牟汗纥升盖可汗，肃清其在戈壁以南的势力后，拓跋焘认为柔然人智力低下有如蠕虫，下令改称柔然为蠕蠕（其族名abarga本來就有蛇的意思）。

### 衰亡
552年，柔然人在蒙古高原被突厥汗国土门可汗击败，汗国崩溃。柔然王室由鄧叔子率领，西支柔然南逃至西魏，西魏太师宇文泰不敢收留，将此部三千余人收捕，交突厥使者全数斩杀于长安青门外，未成年男丁发配与王公贵族。東支逃入北齊。
还有一些柔然人逃至外兴安岭與阿穆尔河附近的靺鞨（mukri）部落之中，当时聚居区在今俄国布里亚特和外贝加尔一带，混入当地大室韦民族。大室韦（也就是以尼伦和迭列斤两大部族组成的蒙兀国—黄金家族）是蒙古黄金家族的祖先。据一些历史学家考证，中国东北地区的契丹民族也有柔然族源。

## 君主列表
| 尊號 （蒙古文还原）   | 尊號 （魏书音写） | 名諱     | 在世時間        | 年號         | 在位時間            |
| 柔然首領              | 柔然首領          | 柔然首領 | 柔然首領        | 柔然首領     | 柔然首領            |
| --------------------- | ----------------- | -------- | --------------- | ------------ | ------------------- |
| －                    |                   | 木骨閭   | ？－？          | －           | ？－？              |
| －                    |                   | 車鹿會   | ？－？          | －           | ？－？              |
| －                    |                   | 吐奴傀   | ？－？          | －           | ？－？              |
| －                    |                   | 跋提     | ？－？          | －           | ？－？              |
| －                    |                   | 地粟袁   | ？－？          | －           | ？－？              |
| －                    |                   | 匹候跋   | ？－？          | －           | ？－？              |
| －                    |                   | 縕紇提   | ？－？          | －           | ？－？              |
| －                    |                   | 曷多汗   | ？－？          | －           | ？－？              |
| －                    | 丘豆伐可汗        | 社崘     | ？－410年7月8日 | －           | 394年－410年7月8日  |
| 柔然可汗              |                   |          |                 |              |                     |
| Жолоо барих хаан      | 丘豆伐可汗        | 社崘     | ？－410年7月8日 | －           | 394年－410年7月8日  |
| Ухаалаг хаан          | 藹苦蓋可汗        | 斛律     | ？－414年       | －           | 410年7月8日－414年  |
| －                    |                   | 步鹿真   | ？－414年       | －           | 414年               |
| Мохошгуй хаан         | 牟汗紇升蓋可汗    | 大檀     | ？－429年       | －           | 414年－429年        |
| Тэнгэрийн хаан        | 敕連可汗          | 吳提     | ？－444年       | －           | 429年－444年        |
| Цор хаан              | 處可汗            | 吐賀真   | ？－464年       | －           | 444年－464年        |
| Зол завшаан хаан      | 受羅部真可汗      | 予成     | ？－485年       | 永康         | 464年－485年        |
| Бэхэд хаан            | 伏古敦可汗        | 豆侖     | ？－492年       | 太平         | 485年－492年        |
| Хөгжих бэхлэгч хаан   | 候其伏代庫者可汗  | 那蓋     | ？－506年       | 太安         | 492年－506年        |
| Дархан хаан           | 佗汗可汗          | 伏圖     | ？－508年       | 始平         | 506年—508年         |
| Дүрэм бадралт хаан    | 豆羅伏跋豆伐可汗  | 丑奴     | ？－520年       | 建昌         | 508年－520年        |
| Тэнгэрийн мэдэлт хаан | 敕連頭兵豆伐可汗  | 阿那瓌   | ？－552年       |              | 520年               |
| Тэнгэрийн мэдэлт хаан | 敕連頭兵豆伐可汗  | 阿那瓌   | ？－552年       | 522年－552年 |                     |
| Амар тайван хаан      | 彌偶可杜句可汗    | 婆羅門   | ？－525年       |              | 521年－522年        |
| －                    |                   | 鐵伐     | ？－553年       |              | 552年－553年        |
| －                    |                   | 登注     | ？－553年       |              | 553年               |
| －                    |                   | 庫提     | ？－？          |              | 553年－554年1月24日 |
| －                    |                   | 庵羅辰   | ？－？          |              | 554年1月24日－554年 |
| －                    |                   | 鄧叔子   | ？－555年       |              | 553年－555年        |

## 分子人类学研究
现代分子人类学学者通过研究古代样本得出柔然人群的父系基因主要传承自东胡-鲜卑一脉的单倍群C-M217＞L1373＞F3830，该部分基因随着时间流逝进一步传播至现代蒙古语族群和通古斯民族人群。

## 延伸阅读
[在维基数据编辑]
 《欽定古今圖書集成·方輿彙編·邊裔典·蠕蠕部》，出自陈梦雷《古今圖書集成》
 《南齊書·卷59》，出自萧子显《南齊書》
 《梁書/卷54》，出自姚思廉《梁書》
 《魏書·卷103》，出自魏收《魏书》
 《南史·卷79》，出自李延壽《南史》
 《北史·卷098》，出自李延壽《北史》
- 草原帝國
- 北方民族史與蒙古史譯文集（內田吟風）